# Andreas Gillwald
Andreas Gillwald es un deportista alemán que compitió en vela en la clase Flying Dutchman. Ganó una medalla de bronce en el Campeonato Europeo de Flying Dutchman de 1997.

## Palmarés internacional
| Campeonato Europeo | Campeonato Europeo | Campeonato Europeo | Campeonato Europeo |
| Año                | Lugar              | Medalla            | Clase              |
| ------------------ | ------------------ | ------------------ | ------------------ |
| 1997               | Mar Menor (España) | Medalla de bronce  | Flying Dutchman    |